# 吳大羽
吳大羽（1903年12月5日—1984年1月1日），原名吳待，江蘇宜興人，中国油畫家，藝術教育家，中國現代藝術的開拓者之一。1922年習藝術於巴黎高等美術學院及波爾代勒雕塑工作室，與「四大校長」等成為第一批留法的中國畫家，留法期間受野獸派、立體派、抽象表現主義等藝術潮流影響，立志追求現代化的藝術表現。1927年返國後參與籌辦「國立藝術院」，並於1928年創校後任西畫系主任。吳大羽與方幹民和林風眠齊名，是當年浙江美術學院著名的三位西畫系教授之一，一生作育英才，畫家吴冠中、羅工柳、朱德群和趙無極都是他的學生。吳大羽提出「勢像理論」。將西方抽象藝術的概念於中國傳統書法、繪畫理論及哲學觀念相結合，成為中國現代藝術發展中的先驅之一。

## 生平
1903年12月5日，出生于江蘇省宜興縣宜城鎮。吴大羽祖父名爲吳梅溪，父親吳冠儒為地方鄉紳，並開設私塾，大哥吳子政為晚清秀才，吳大羽從小打下了中國古典詩詞和書法的基礎。吴大羽是家中十个兄妹中最小的一个。
1917年吳大羽到上海學習繪畫，師從張聿光。
1919年，擔任上海《申報》美術編輯，成為上海漫畫家群體的一員。
1921年，加入了上海晨光美術會。

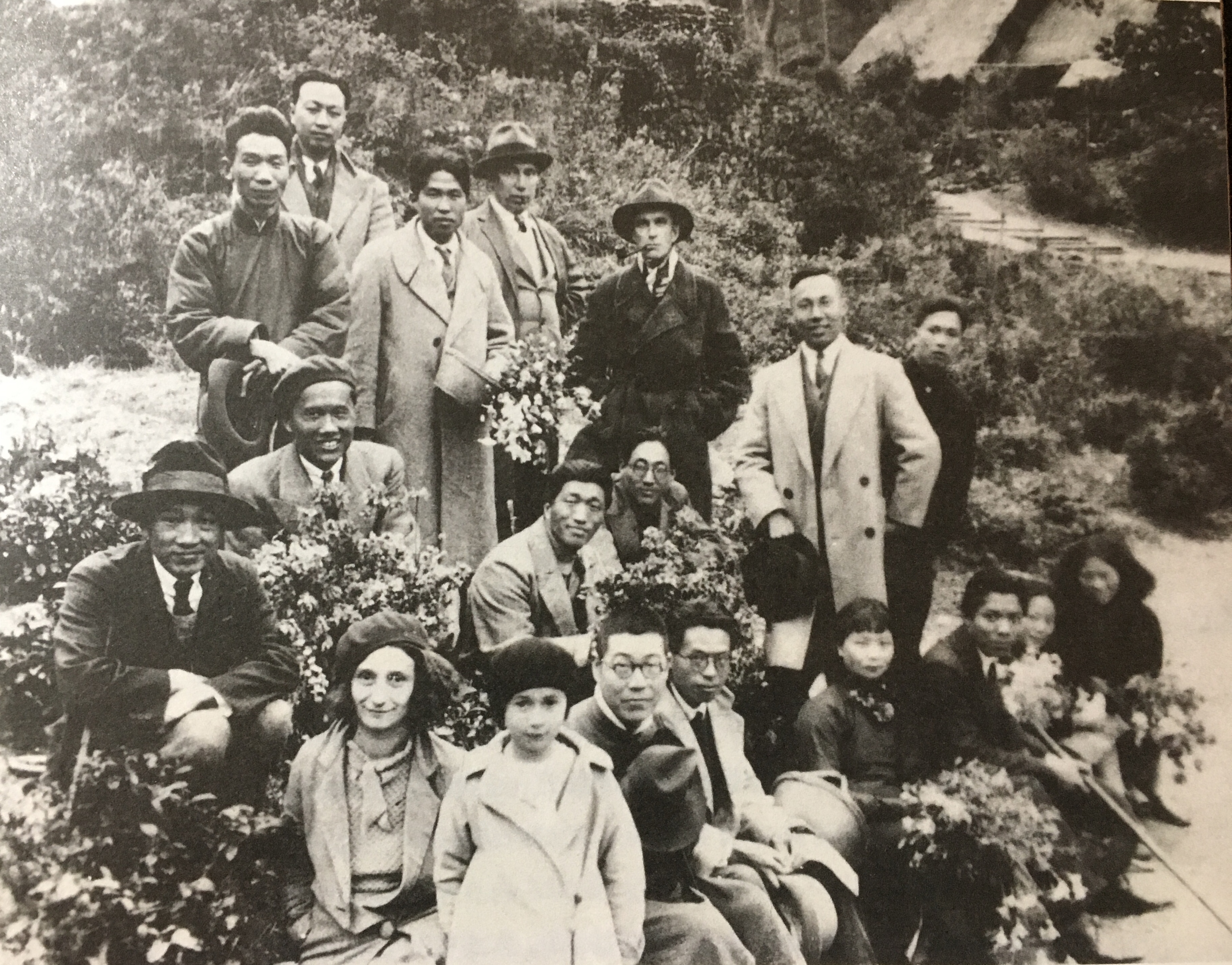
杭州藝專教師郊游合影 吳大羽（前排左五）、方幹民（後排右二）、林風眠夫婦與女兒（前排左一至左三）、潘天壽（前排左四）

1922年7月赴法國留學，考入巴黎高等美術學校，師從魯熱教授學習素描。他在巴黎結識了同在留學的林風眠、林文錚、李金發等人，參與創辦「霍普斯學會」（希臘文：Phoebus；阿拉伯文：Apollo）。
1925年，原名吳待的吳大羽以「朋」字去兩撇，取「大道無朋」之意重起自己的名字。
1927年回國，任教於上海新華藝專。
1928年3月，蔡元培在杭州創辦國立藝術院，聘任林風眠為校長，吳大羽為西畫系主任教授。
1928年至1937年，抗日戰爭爆發，吳大羽與林風眠、林文錚、方幹民和潘天壽等人一直堅持任教杭州藝專。

1937年11月，學校被迫開始向西遷移，途經諸暨、江西貴溪、湖南長沙、雲南昆明等地，最後到達重慶，行程約6000公里。走出象牙塔的美院師生們，沿途繪製了各種抗日宣傳畫。吳冠中在自傳《我負丹青》中清晰地描述了當時的場景：
李超士老師畫了一個人正在撕毀日旗，題名「日旗休矣」；方幹民老師畫一個穿木屐的日本人被趕下大海；吳大羽老師畫一隻血染的巨手，題款為：『我們的國防不在北方的山崗，不在東方的海疆，不在…而在我們的血手上。 』繪畫系同學分成小組，在杭州大街牆上畫抗日宣傳畫…
1946年，趙無極在重慶國立歷史博物館籌辦畫展，展出吴大羽、林風眠、方幹民、關良、丁衍庸、李仲生及趙無極等畫家的作品。
1950年9月，國立藝術專科學校以「教員吳大羽，藝術表現趨向形式主義，作風特異，不合學校新教學方針之要求……」為由，解聘了他的教職。
1966年始，在「文化大革命」期間，吳大羽遭遇了長期的不公平待遇，他被以「反動學術權威」、「新畫派的祖師爺」身份遭遇抄家、批判。他寫給林文錚的信寫到：「吾人已入亂邦矣！惟忍與慎，庶足以應付之……阿波羅未曾巡遊地獄，爾我當代策並轡，放萬丈光」。
1988年1月1日，吳大羽病逝于上海家中。

## 晚年成就

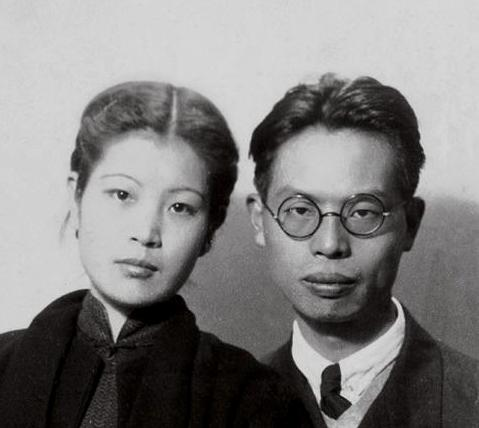
吳大羽與妻子壽懿琳合影

中共建政後，由於意識形態之爭，杭州藝專一眾師生被打為反動派，吳大羽更被扣上「形式主義老祖宗」的帽子，受到大肆批鬥，所有曾逃過抗戰之難的畫作，幾乎都毀於此時。備受窮追猛打的吳大羽，漸漸走進儒、釋、道的義理慰藉，據其弟子閔希文憶述，在文革完結前，吳氏只談佛理玄機，他雖然在上海的藝術單位掛單創作，但幾乎不公開發表言論。1978年後，國家改革開放，他才迎來學生眼中最輝煌，也是人生的最後十年。他的晚期作品，在狹小的斗室悄然問世，大部份不具簽名，亦沒有日期。
晚年的吳大羽，儘管礙於健康，已無法創作大尺幅作品，甚因材料匱乏，連油彩都需要朱德群從法國差遞，但他在萬般艱苦中，卻攀上了另一高峰：在巨大的社會壓力底下，吳大羽迴避了一切可用作政治解讀的具象題材，畫面益發抽象，而色調則參酌野獸派的強烈與明亮；經歷數十年對中西文化的沉思，他終於找到了調和雙方的途徑，並提出「勢象」的概念，把形象融入勢的運動，成功地開創出「中國抽象表現主義」的一條新路。

## 藝術理念
吳大羽一生追求創作出具時代性的藝術, 作品著意于畫面語言的探索, 而非對真實物象的臨摹。1961年, 他在寫給學生吳冠中的信件中曾經提到自己的創作理念：「示露到人眼目的, 只能于隱晦的勢象。這勢象之美, 冰清月潔, 含著不具形質之重感, 比諸建築美的體勢而抽象之, 又像樂曲傳影到眼前, 似佳句而不予其文字」, 第一次提到了「勢象」一詞, 是爲其創作風格及美學理念的高度概括。所謂「勢象」, 是其以自我之語對應西方「抽象」而産生的概念, 即在形象中融進了勢的運動, 提煉從具象萃取抽象之美的精神, 其實爲在中國探討幷建立東方抽象論述的第一人。
吳大羽說:「我的繪畫依據，是勢象、光色、韻調三方面的結合。光色作為色彩來理解，作為形和聲的連結是關係時空的連結」。「勢象」的提出，是吳大羽對抽象藝術探索的重要標誌。他的文集中有許多移用的詞彙，或自造的詞彙，如「勢象、光色、韻調、彩韻、採韻、譜韻、飛光、力苗、重象、定夢、走音、勢嘯、起笑、色歸、色草、飛心、彩奏、色奏、韻步、視感」等等。
吳大羽認為「人類的藝術是相通的，用不到分東西，藝術是一種語言，只有時代之別，沒有地區之分」,「人們常說的東西方藝術結合，範圍仍太小，太狹窄了……東西方藝術的結合，相互溶化，糅在一起，扔掉它，統統扔掉它，我畫我自己的」，「所說的東方學西方、或西方學東方，這種說法太狹窄了，其實質是『異方』。藝術上此方學彼方，有什麼好說的呢？中西藝術本屬一體，無有彼此，非手眼之工，而是至善之德，才有心靈的徹悟」。
吳大羽認為創造發明才是人生的自由。他說:「人生也有起步，前身曰畫自由，後身曰畫慈悲。大徹大悟才能獲得大自由，而人生的價值在自知」。他說：「我用宏觀入微觀，苦思接物之心，從事心手眼藝動，奪人所未悟，剙人所未睹，行吾作業。宏觀入微通心性，力速沉飛量海天」，又說：「我把天地為畫框，點染心胸，可以把示寸衷，佈須芥，指劃去來。」
吳大羽曾給吳冠中寫信說：「美在天上，有如雲朵，落入心目，一經剪裁，著根成藝。」

## 作品
吳大羽杭州藝專時期的作品，雖然沒有留存，但在同仁中已有極高的評價。吳大羽的創作，著力於形與色，是西方的抽象，也是中國的意象，並自創提出了「勢象」一詞。
吳大羽的作品上沒有簽名，這在中外美術史上都是特殊的個例對此，吳大羽的解釋是：“為什麼必須簽名，我認為重要的是讓畫自身去表達見畫就是我，簽名就成多餘了。畫是心靈感應的自然流露，感受的瞬間迸發，自由自在，任何人也無法去再現，連自己也不行。我是畫了就算，從不計其命運“。
2017年12月23日，吳大羽的《瓶花》在西泠印社拍賣有限公司秋拍「從國立藝專到中國美院 - 國美九十年紀念專場」以4140萬元人民幣（連佣金）成交，創了吳大羽作品拍賣紀錄。

## 評價
林風眠曾讚譽吳大羽是「非凡的色彩畫家，有宏偉的創造力」。
朱德群回憶，給他最多教益的是吳大羽和方幹民二位老師，方幹民給他「結實的基礎」，吳大羽「把我們從印象派引到後期印象派至野獸派」，吳大羽說印象派的畫是「宇宙間一剎那的真靈」，這句話在朱德群心中縈繞了很長時間。他說，「林風眠、吳大羽、方幹民、蔡威廉等教授卻能夠贏得我們的尊敬。當年正是在他們先進的開放性教學的啟迪下，使得西方的塞尚、馬蒂斯、畢沙羅、凡·高、畢加索等當代偉大的畫家，遂成為我和我的同學們為之崇拜的偶像」。
吳冠中先後四次撰文紀念他的老師，呼籲研究「吳大羽現象」。他說，「國立杭州藝專中，林風眠是校長，須掌舵，忙於校務，直接授課不多，西畫教授主要有方幹民、蔡威廉、李超士、 法國畫家克羅多（Kelodow）等等，而威望最高的則是吳大羽，他是杭州藝專的旗幟，杭州藝專則是介紹西方藝術的旗幟，在現代中國美術史上作出了不可磨滅的功績。吳大羽威望的建立基於兩方面，一是他作品中強烈的個性及色彩之絢麗；二是他講課的魅力」， 「吳大羽從技術到藝術，再到做人，從東方到西方再到東方，從有法至無法的藝術發展道路，在中國美術史上是一個極為突出的十分豐富的現象」。 吳冠中說：「強勁的吳大羽的韻、中國的韻，中國的韻吞噬了西方的形和色，這是油畫民族化千種道路中一條鮮明獨特的新航道」。
國立杭州藝專的教務長林文錚在《色彩派吳大羽氏》一文中說：「真可以稱為中國色彩派之代表者，當首推吳大羽氏無疑。我相信凡是看過吳先生的作品的鑑賞家，都要受其色調之強烈的吸引而為之傾倒 ；就是和他對壘的畫家雖不免含妒忌，亦不禁私下欽佩不已。顏色一攤到他的畫板上就好像音樂家的樂譜變化無窮！西方藝人所謂『使色彩吟哦』，吳先生已臻此妙境。」
劉鉞在《左杭州、右巴黎—西湖畫派六人集論》一書中將林風眠、吳大羽、方幹民、趙無極、朱德群和吳冠中六人作為一個畫派—「西湖畫派」。據書中記載，莊華嶽先生回憶道，當年杭州藝專的教授中，林風眠、吳大羽、方幹民是最有才氣的三位，他們三人都是留學法國，林風眠與吳大羽多繼承了表現主義的藝術觀，而方幹民帶回的則是立體主義的。
廣西美術出版社出版的《歷史、藝術與人》的《國立藝術院畫家集群的歷史命運》一文中，水天中總結說：「無論是對於林風眠、對於吳大羽、對於林文錚、或者對於方幹民的不幸，都不能只歸罪於極左的政治路線。這裡存在著一些深刻和嚴酷的有關人性共同弱點的問題。當然不是指這幾位藝術家的人性弱點，而是這幾位藝術家的同時代人，首先是與他們同時代的美術界的人們的人性弱點問題。只要想想當年的各種運動各種會議，想想當年的報紙和《美術》雜誌……我們就應該冷靜和嚴肅地反思，人們在自己的活動中，究竟助長了什麼和壓制了什麼。」